# Rattlesnake Shake
Pour les articles homonymes, voir Rattlesnake.
Rattlesnake Shake est une chanson du groupe britannique Fleetwood Mac, composée par Peter Green et sortie en 1969 sur l'album Then Play On. Le morceau est considéré comme étant le point culminant de l'album.

## Histoire

### Enregistrement
Selon Mick Fleetwood, le shuffle double-time vers la fin de la chanson était issu d‘un jam improvisé et n’était pas prévu. Lors d'un interview avec Musicradar en 2012, Mick Fleetwood déclara:
« On this song, you hear structure, yes, but you also hear me being incredibly free to break into the shuffle at the end, which was not supposed to happen, but it did and we went, ‘Oh my God, we really like that.’ I really loved that because it was my way of participating in creating the character of the song. »
« Sur cette chanson, on entend de la structure, oui, mais on m’entend également être incroyablement libre en passant sur un shuffle, ce qui n'était pas censé arriver […]. J’ai vraiment aimé cela car c’était ma façon de participer à la création du caractère de la chanson. »
Lors d’un Q&A, Peter Green admit que Rattlesnake Shake était sur la masturbation, précisant que le contenu lyrique a été inspiré par Mick Fleetwood. Mick Fleetwood précisa dans son autobiographie « Play On » que Rattlesnake Shake est « an ode to masturbation as a cure for the blues » ("une ode a la masturbation comme cure pour le blues"). En ouverture du morceau lors du concert au Warehouse à la Nouvelle-Orleans le 31 janvier 1970; il est dit explicitement la même chose. Dans le cahier du Live in Boston, Roger Dopson va jusqu'à décrire Rattlesnake Shake comme étant du genre proto-Métal.

### Sortie
Rattlesnake Shake fut publié aux États-Unis en tant que single sous l‘ordre de Clifford Davis, le manager de Fleetwood Mac à l‘époque, qui espérait que la chanson allait devenir un succès. La chanson fut un échec commercial, ne se classant dans aucun des charts. Oh Well, qui était déjà un hit au Royaume-Uni, fut alors publié comme second single aux États-Unis, et devint ainsi un succès des deux côtés de l‘Atlantique.

### En Live
Bien que la version studio sur l‘album Then Play On ne dure que trois minutes trente, les versions en live, tel que sur l‘album Live in Boston, pouvaient durer jusqu‘à 25 minutes. Il s‘agissait d‘un des morceaux où le groupe improvisa le plus, très marqué par le jeu réciproque et puissant à la guitare entre Peter Green et Danny Kirwan. La chanson Underway fut souvent incorporé au milieu du morceau.
Il s'agissait d'un des morceaux favoris du public.

### Réception
La chanson a été bien reçu,en 2015, le magazine Rolling Stone considère le morceau comme l'un des meilleurs de Peter Green à l'instar d' Albatross. Ultimate Classic Rock place le titre à la 7ème place de leur Top 10 . Paste Magazine place la chanson au 19ème rang.

## Personnel
- Peter Green – guitare électrique, chant
- Danny Kirwan – guitare électrique
- John McVie – guitare basse
- Mick Fleetwood - batterie

## Reprises
- Aerosmith (1991)
- Terry Robb (1994)
- Rick Vito (2004)